# Insurrección realista del 13 vendimiario del año IV
La insurrección realista del 13 de vendimiario del año IV fue un intento de golpe de Estado llevado a cabo por realistas en París el 5 de octubre de 1795. Consistió en una rebelión en contra del Directorio, en un intento por conseguir una restauración de la monarquía francesa. El gobierno consiguió socavarla mediante la ayuda del militar Napoleón Bonaparte, resultando en el aumento de la popularidad de este último.

## Importancia
La Convención iba a retirase después de tres años de dictadura. Solo fue llamada para hacer una constitución que fue suspendida al día siguiente de su promulgación. Por otra parte la opinión pública había cambiado y se expresaba con libertad desde la caída de Robespierre dando fuerza al partido contrario. Todos los que habían participado en el reinado del terror jacobino ahora eran proscritos y perseguidos. La Convención obedeció a este movimiento y llamó a su seno a los girondinos proscritos escapados de la persecución del 31 de mayo formando con ellos la mayoría. Era necesaria que armonizase la nueva constitución con los deseos del pueblo una vez superada la época de Robespierre. La Convención tardó dos meses en redactarla y su característica más fundamental fue la moderación, siendo sometida a la sanción del pueblo.
Una preocupación de los redactores de la constitución fue evitar confiar el poder a uno solo. Para evitarlo los redactores de la constitución del año III tuvieron la idea de dividir la magistratura suprema entre cinco personas.
Los antiguos termidorianos para salvar sus vidas se habían pasado al partido moderado y se enfrentaron al Comité de Salud Pública. En cuanto a los girondinos que habían entregado la monarquía a los que la disolvieron eran fervientes republicanos. Por tanto todos deseaban la conservación de la República y levantarla sobre sólidas bases, todos comprometidos en favor de esta forma de gobierno.
Al presentar la constitución al pueblo la Convención añadió dos artículos adicionales estableciendo que dos terceras partes de diputados llamados a formar la nueva legislatura debían pertenecer a la Convención. Solo se dejaba a los electores la tercera parte de los nombramientos. Este decreto levantó quejas en la ciudad de París que se hallaba dividida en cuarenta y ocho secciones, es decir clubs políticos con su tribuna, su presidente y sus secretarios cada uno, no dominados por los jacobinos que habían sido expulsados de estos clubs desde el 9 de termidor.
Los decretos había sido votados el 21 de enero de 1795 con la constitución y al sufragio popular el 6 de septiembre del mismo año. Los votos eran favorables y el resultado se conoció en 23 de septiembre.
Esto fue el momento decisivo para los que no querían someterse y algunas de las secciones de las 48 en que estaba dividida la ciudad de París se reunieron para alboratar por las calles gritando "¡Abajo los dos tercios!".
La mayoría eran jóvenes de clase acomodada de familias que habían sufrido el Reinado del terror de los jacobinos liderados por Robespierre.
Las juntas se declararon en permanencia acción nombrando presidentes y secretarios realistas, como Suard, Morellet, Lacretelle, Dupont de Nemours, Quatremère de Quincy, etc..
El pueblo desarmado desde el mes republicano de Termidor se mantenía indiferente. La clase media tenía a 40.000 guardias nacionales armados que se habían reunido con las secciones.
Esto ocurría el día 11 de vendimiario. Los alborotos crecían y La Convención no había tomado medidas formales. Solo había hecho venir de fuera algunas tropas al mando del general Menou en la llanura de Sablons.
El centro de este movimiento de insurrectos estaba en la sección de Santo Tomás en el convento del mismo nombre y de allí partían todas las órdenes a las demás secciones que estaban en comunicación entre ellas. Las que más se hacían notar eran las de la Butle-des-Moulins, la del Contrato Social, la del Teatro francés (Odeón), la del Luxemburgo y otras. La Convención estaba en peligro en su propia existencia. Nombró una comisión de defensa encargada de defender sus intereses. También se decretó la disolución de las secciones, es decir de los clubs políticos parisinos y se enviaron a la sección del Odeón algunos empleados de policía para notificar el decreto de la asamblea y ordenar la dispersión de los insurgentes. Pero fueron rápidamente desarmados y tuvieron que huir. Los insurrectos juraron destruir La Convención.
La Convención decidió entonces enviar al general Menou al mando de 5000 hombres al club político de Santo Tomás, foco principal de la rebelión, pero lejos de cercar el convento fueron las tropas de que Menou quedaron sitiadas en calles angostas y sinuosas de París. Sin embargo al poseer estas tropas cañones pudieron llegar a la sección de Santo Tomás y ordenarles su rendición. Después de estas negociaciones entre las dos partes se decidió la retirada de las tropas de Menou y la sección prometió disolverse cosa que no hicieron porque volvieron a reunirse de nuevo con la intención de sitiar la Convención.

## El 13 de Vendimiario
La Convención no adoptaba ninguna medida ante una situación tan peligrosa; no había más que desorden en todas partes y en las calles de París se oía la frase "¡Vivan las secciones, abajo la Convención!". Un diputado de la Convención citó entonces el nombre de Bonaparte para el mando de las tropas, un general de brigada, desconocido aún entre el pueblo, que había prestado servicio de armas en el sitio de Tolón y en las líneas de Saorgio. Se hallaba Bonaparte  en París olvidado y dedicado al estudio en una vida solitaria y en una precaria situación económica, protegido por madame Tallien que lo ayudaba económicamente (incluso Bonaparte envió una carta a Talma pidiéndole prestados algunos escudos que le prometía devolver sobre el primer reino que conquistase con su espada).
Posteriormente la Convención nombró al general Bonaparte  bajo las órdenes de Barras para las operaciones exclusivamente militares. Una vez después de su nombramiento Bonaparte  empezó a dar órdenes. Las tropas se reunieron alrededor de la Convención. Una parte de ellas se hallaban en las Tullerías y otras en la plaza del Carrusel y Bonaparte  envió 300 hombres a caballo al mando del comandante Murat a la llanura de Sablos para coger los 40 cañones que también pretendían los insurrectos de los clubs políticos de París, y los colocó en la plaza de la Concordia, frente a las calles por donde podían avanzar los insurgentes.
Junto al general Bonaparte  también colaboraron mil quinientas personas, antiguos afiliados jacobinos, los cuales a pesar de sus resentimientos contra la Convención se habían puesto a sus órdenes por el odio que sentían por el partido moderado, bajo el mando del general Berruyer, formando una tropa aparte cerca de la calle del Delfín de la ciudad de París. (En sus Memorias Bonaparte afirmaba que este grupo de voluntarios antiguos jacobinos se batieron con gran valor y tuvieron gran parte del éxito de la batalla).
Por otra parte el bando de los insurgentes habían establecido un gobierno cuyo primer decreto declaraba a la Convención fuera de la ley. Se había nombrado un tribunal para los que no se sometiesen a sus designios inmediatamente y estaban fuertemente armados.
Todas las secciones a la izquierda del río Sena estaban mandadas por el conde de Maulevrier y el joven Lafond. Las secciones de la orilla derecha del Sena debían avanzar por la calle Honorato a las órdenes del general Dadican, antiguo combatiente republicano de la Vendee. Entre todas las secciones sumaban unos 40.000 hombres.
Lafond atacó por la mañana el Puente Nuevo, punto importante para los insurgentes pues comunicaba las secciones izquierda y derecha del Sena, cuya defensa por parte del general Bonaparte fue confiada al general Carteaux con unos 400 hombres el cual replegó sus tropas.
Por la tarde los insurgentes ocupaban varias calles de París, la calle de San Honorato hasta la plaza del Palacio Real, la calle de Rohan, la plaza del Carrousel hasta el palacio de Noailles..., ocupando las gradas de la iglesia de San Roque reduciendo el espacio que les separaba de la Convención sin encontrar prácticamente resistencia de las tropas de la Convención.
Esta situación era insostenible y Dadican que mandaba en la calle de San Honorato, envió un parlamentario a la Convención para darles un ultimátum de rendición. Transcurrió mucho tiempo y pensando Dadican que el negociador había sido detenido mandó hacer fuego.

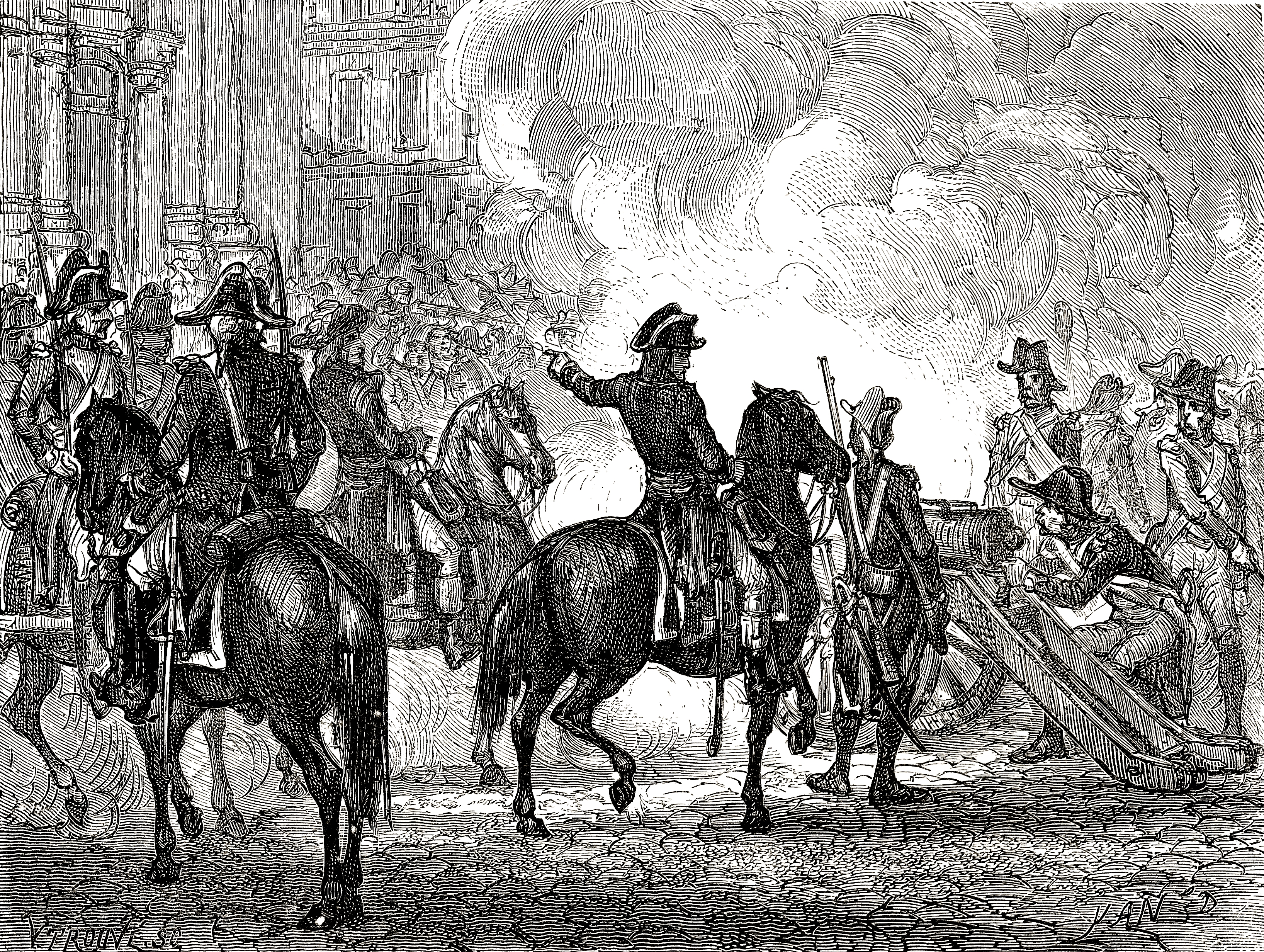
Bonaparte fait tirer à mitraille sur les sectionnaires, Histoire de la Révolution d'Adolphe Thiers, 1866, illustration de Yan' Dargent

El general Bonaparte  reaccionó. Mandó avanzar la artillería y bombardeó el atrio de la iglesia de San Roque, empezando un combate entre las dos partes terriblemente cruel hasta que los insurgentes viéndose en inferioridad huyeron del lugar. Una vez controlado esta parte del combate el general Bonaparte hizo volver los cañones a derecha e izquierda de la calle de San Honorato y disparó su artillería barriendo de metralla la zona en toda su longitud. El tiempo que se estima que duró este enfrentamiento es de 15 minutos.
Posteriormente el general Bonaparte  se dirigió con sus tropas al Puente Real donde algunos fugitivos se habían reunido con Lafond que avanzaba hacía el mismo punto que el general Bonaparte  con unos 8.000 hombres que quedaban de los 40.000 al empezar las hostilidades. El general Bonaparte  situado en el Puente Real dejó avanzar las columnas de los insurrectos y una vez aparecieron por la calle del Bac fueron batidas de frente y de costado por las baterías artilleras de las tropas del general Bonaparte .
Por último, algunas columnas de insurrectos se habían apoderado del Puente Nuevo. Bonaparte  se dedicó durante dos horas disparar salvas para asustar a estas últimos insurrectos de las secciones.

### En resumen
El día 13 del mes vendimiario fue el primer hecho de armas importante del general Bonaparte . El combate duró unas dos horas y costó la vida a 400 soldados y ciudadanos. Pudo ser más sangrienta sin la rapidez y energía de mando de acción de Bonaparte .
También fue el bautismo de la constitución del año III y terminó con los motines de la revolución francesa. Era la primera vez que el gobierno se defendía y la única en que no sucumbía. La Asamblea, victoriosa y soberana, esperó que terminaran las elecciones para resignar sus poderes. Los resultados se verificaron a los quince días.
La victoria ganada por Bonaparte dio algún soplo de vida a la nueva constitución promulgada que duró unos tres años. Después pereció esta constitución por la misma persona que la defendió en su promulgación: Napoleón Bonaparte.